# 長崎縣護國神社
長崎縣護國神社（ながさきけんごこくじんじゃ）は、長崎県長崎市にある神社（護国神社）である。
明治維新から太平洋戦争（大東亜戦争）までの国難に殉じた長崎県関係の戦没者約6万柱を祀る。

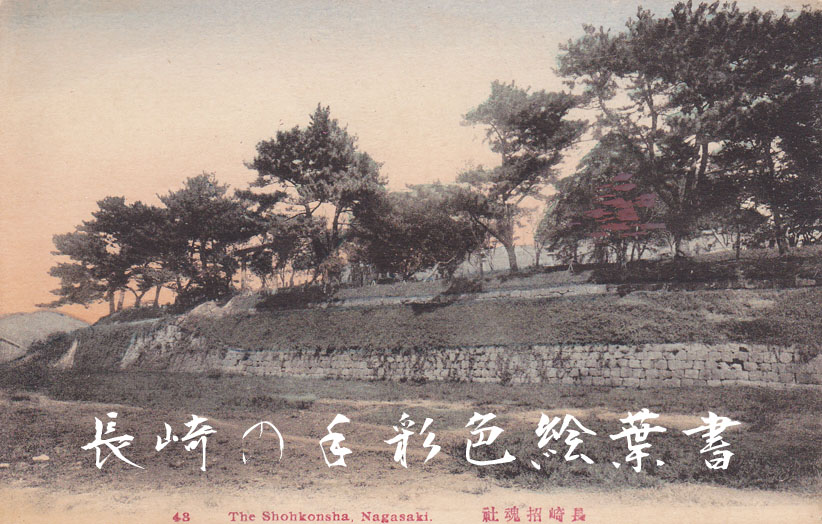
長崎招魂社　（長崎県護国神社）　長崎の手彩色絵葉書

## 歴史
明治2年（1869年）12月、長崎市梅ヶ崎に、戊辰戦争で戦死した藩士43柱を祀る梅ヶ崎招魂社が創建され、明治8年（1875年）5月、官祭梅ヶ崎招魂社となった。明治7年（1874年）、長崎市西小島に台湾の役の戦死者536柱を祀る佐古招魂社が創建され、以降、戦没者を合祀してきた。昭和14年（1939年）3月、招魂社の制度改正により両招魂社はそれぞれ「梅ヶ崎護国神社」および「佐古護国神社」となった。昭和17年（1942年）3月10日、両護国神社を合併して内務大臣指定の長崎縣護國神社とし、現在地に社殿を造営し、昭和19年（1944年）10月に城山の高台にて竣工・遷座した。
昭和20年（1945年）8月9日、原爆投下により全ての建造物を失い、御霊代を市外長与町岩渕神社、長崎市内の大崎神社の順に奉遷したのを経て、遷座前の佐古招魂社跡（梅ヶ崎天満宮）を仮宮とする。昭和38年（1963年）10月25日に再建され、昭和41年（1966年）に神社本庁別表神社に加列され、現在に至る。